# Daillancourt
Daillancourt település Franciaországban, Haute-Marne megyében. Lakosainak száma 61 fő (2022. január 1.). Daillancourt Guindrecourt-sur-Blaise, Beurville, Bouzancourt és Colombey les Deux Églises községekkel határos.

## Népesség
A település népességének változása:
| Lakosok száma | 61   | 59   | 67   | 75   | 90   | 76   | 67   | 64   | 63   | 61   |
|               | 1968 | 1982 | 1990 | 2006 | 2013 | 2015 | 2017 | 2019 | 2020 | 2022 |